# Eriophyton
Eriophyton, biljni rod iz porodice medićevki smješten u tribus Lamieae, dio potporodice Lamioideae. Rodu pripada 12 vrsta trajnica koje rastu od središnje Azije do Himalaja i Kine.

## Vrste
1. Eriophyton anomalum (Juz.) Lazkov & Sennikov
2. Eriophyton lamiiflorum (Rupr.) Bräuchler
3. Eriophyton maleolens (Rech.f.) Salmaki
4. Eriophyton marrubioides (Regel) Ryding
5. Eriophyton nepalense (Hedge) Ryding
6. Eriophyton oblongatum (Schrenk) Bendiksby
7. Eriophyton rhomboideum (Benth.) Ryding
8. Eriophyton staintonii (Hedge) Ryding
9. Eriophyton sunhangii Bo Xu, Zhi M.Li & Boufford
10. Eriophyton tibeticum (Vatke) Ryding
11. Eriophyton tuberosum (Hedge) Ryding
12. Eriophyton wallichii Benth.

## Sinonimi
- Alajja Ikonn.
- Erianthera Benth.
- Menitskia (Krestovsk.) Krestovsk.
- Stachyopsis Popov & Vved.
- Susilkumara Bennet